# Ieud
Ieud é uma comuna romena localizada no distrito de Maramureș, na região histórica da Transilvânia. A comuna possui uma área de 110 km² e sua população era de 4217 habitantes segundo o censo de 2007.